# غاريث جونز (كاتب)
غاريث جونز (بالإنجليزية: Gareth Jones)‏ هو كاتب سيناريو ومخرج بريطاني، ولد في 9 فبراير 1951 في لندن في المملكة المتحدة.

## وصلات خارجية
- غاريث جونز على موقع IMDb (الإنجليزية)
- غاريث جونز على موقع قاعدة بيانات الفيلم (الإنجليزية)
- غاريث جونز على موقع كينوبويسك (الروسية)